# David Lipszyc
 David Lipszyc (Buenos Aires, Argentina, 19 de juny de 1935 - 22 de novembre de 2022) va ser un director i docent de cinema.

## Carrera professional
Va estudiar realització cinematogràfica amb Oscar Garaycochea, actuació amb Raúl Serrano i direcció teatral amb Jorge Petraglia, Saulo Benavente, Patricio Esteve.
Va ser un dels fundadors i va dirigir la Escola Panamericana d'Art i abans d'encarar el llargmetratge va realitzar el curtmetratge El corazón delator sobre el conte d'Edgar Allan Poe. Va ser docent de l'Instituto Di Tella fins 1978.

## Filmografia
Director
- El corazón delator (curtmetratge) (1978)
- Volver (1982)
- La Rosales (1984)
- El astillero (1999)
- Adopción (2009)

Intèrpret
- H. G. O.  (1998) … Ell mateix

Productor
- Volver (1982)

Guionista
- La Rosales (1984)
- El astillero (1999)
- Adopción (2009)

## Televisió
Director
- Ensayo (Sèrie) (2003)

## Premis
L'Asociación de Cronistas Cinematográficos de la Argentina li va atorgar en 2001 al costat de Ricardo Piglia el premi Cóndor de Plata per millor guió adoptat pel film El astillero en concurrència amb Marcelo Piñeyro i Marcelo Figueras pel film Plata quemada.
Al Festival Internacional de Cinema de Chicago de 1983 va ser seleccionat per a competir pel Premi Hugo d'Or a la millor pel·lícula per Volver. Pel mateix film va rebre la Distinció del Jurat al Festival Internacional de Cinema de Sant Sebastià de 1982 en la secció Nous Realitzadors i al Festival de Cinema de l'Havana, el Premi Caracol de la Unió d'Escriptors i Artistes de Cuba “per la temàtica, la gran força dramàtica i per la seva notable factura, aprofundint en una temàtica que planteja problemes d'identitat”. En aquest mateix Festival Graciela Dufau va ser guardonada amb el premi a la millor actuació femenina per aquesta pel·lícula.